# آداماس
آداماس (به کره‌ای: 아다마스; لاتین‌نویسی اصلاح‌شده: Adamaseu) یک مجموعه ی تلویزیونی کره جنوبی با بازی جی سونگ، سو جی هه و لی سو کیونگ است. این مجموعه از ۲۷ ژوئیه تا ۱۵ سپتامبر ۲۰۲۲، روزهای چهارشنبه و پنجشنبه ساعت ۲۲:۳۰ (کی‌اس‌تی) از تی‌وی‌ان برای ۱۶ قسمت پخش شد. همچنین برای استریم در دیزنی پلاس در مناطق منتخب در دسترس است.

## بازیگران

### اصلی
- جی سونگ در نقش وو شین / سو هیون[۴]
- سو جی هه در نقش اون هه سو[۴]
- لی سو کیونگ در نقش کیم سو هی[۴]